# Ame-no-Uzume
Ame-no-Uzume (ja. 天宇受売命) šintoistička je japanska božica zore, sreće, šale, zaštitnica plesača. Poznata je po tome što je Sunce, božicu Amaterasu, izvabila iz pećine i tako spasila život na Zemlji. Amaterasin brat Susano (須佐之男命) je uništio svetu zgradu, te se Amaterasu uplašila zbog njegove ljutnje i skrila u špilju Ame-no-Iwato (天の岩戸). Svijet je bio mračan bez svjetla. Oniji (čudovišta iz japanske mitologije), izašla su u mrak i bogovi nisu mogli Amaterasu pomoći da izađe iz špilje. Inteligentna Ameno-no-Uzume uzela je mali brod i stavila ga ispod špilje, izvela erotičan ples te je na stablo objesila zrcalo.
Taj ples je izazavao smijeh kod bogova, što je kod Amaterasu izazvalo znatiželju. Provirila je iz špilje kako bi vidjela što je toliko smiješno, pa je vidjela svoj odraz u zrcalu. U tom trenutku, Ameno-Tajikarawo (天手力男命), zatvorio je vrata iza nje, kako ne bi mogla izaći. Zabljesnuo ju je njen vlastiti sjaj. Kada se još više približila zrcalu, Ame-no-Koyane (天児屋根命)) ju je izvukao iz špilje, a neki bog je zatvorio ulaz u špilju svojim čarobnim užetom. Sunce je ponovno obasjalo svijet, a zrcala su postala svetim predmetima.
Danas je Ame-no-Uzume veoma važna božica, koja je također poznata pod imenom Ame-no-Uzume-no-mikoto.

## Vanjske poveznice
- Amenouzume, Britannica